# Für Anna Maria
Für Anna Maria est une petite pièce pour piano écrite par Arvo Pärt, compositeur estonien associé au mouvement de musique minimaliste.